# Гаутинг
Гаутинг (њем. Gauting) општина је у њемачкој савезној држави Баварска. Једно је од 14 општинских средишта округа Штарнберг. Према процјени из 2010. у општини је живјело 19.741 становника. Посједује регионалну шифру (AGS) 9188120.

## Географски и демографски подаци
Гаутинг се налази у савезној држави Баварска у округу Штарнберг. Општина се налази на надморској висини од 564 метра. Површина општине износи 50,4 km². У самом мјесту је, према процјени из 2010. године, живјело 19.741 становника. Просјечна густина становништва износи 392 становника/km².

## Међународна сарадња
| Мјесто | Држава    | Врста сарадње | Од    |
| ------ | --------- | ------------- | ----- |
|        | Француска | партнерство   | 1973. |
| Извор  |           |               |       |